# Anđela Bulatović
Anđela Bulatović Dragutinović (Podgorica, 15 de enero de 1987) es una exjugadora montenegrina de balonmano que jugaba de central. Con la selección de Montenegro conquistó la medalla de plata en los Juegos Olímpicos de Londres 2012 y el título continental en el Europeo de Serbia 2012.

## Trayectoria

### Clubes
Formada en el ŽRK Budućnost de su ciudad natal, con el que ganó dos Recopas de Europa (2006 y 2010) y la Champions League de 2012, desarrolló posteriormente su carrera en el RK Krim esloveno (2013-2014), el Rostov-Don ruso (2014-2015) —con el que ganó la liga nacional— y el Érd HC húngaro (2015-2018), antes de regresar a Budućnost para retirarse en 2019.

### Trayectoria de clubes
- 2004 – 2013:  ŽRK Budućnost Podgorica[4]
- 2013 – 2014:  RK Krim[4]
- 2014 – 2015:  Rostov-Don[4]
- 2015 – 2018:  Érd HC[4]
- 2018 – 2019:  ŽRK Budućnost Podgorica[4]

### Selección
Debutó con la selección absoluta en 2006 y fue pieza clave del histórico 2012, año en el que las leonas lograron la plata olímpica y se proclamaron campeonas de Europa tras derrotar a Noruega en Belgrado (34-31 tras doble prórroga).

## Premios y títulos

### Con la selección
- 1 x Medalla de plata en los Juegos Olímpicos (2012)[2]
- 1 x Medalla de oro en el Campeonato de Europa (2012)[3]

### Con sus clubes
- 1 x EHF Champions League (2012)[5]
- 2 x Recopa de Europa (2006, 2010)[6][7]
- 1 x Liga de balonmano de Eslovenia (2014)[9]
- 1 x Liga de balonmano de Rusia (2015)[8]
- 8 x Liga de Montenegro de balonmano femenino (2007, 2008, 2009, 2010, 2011, 2012, 2013, 2019)
- 8 x Copa de Montenegro de balonmano femenino (2007, 2008, 2009, 2010, 2011, 2012, 2013, 2014, 2019)